# Du Pont (Familie)

Wappen von Samuel Francis Du Pont

Die Familie Du Pont ist eine bedeutende amerikanische Familie, die von Pierre Samuel du Pont de Nemours (1739–1817) abstammt. Sie ist seit Mitte des 19. Jahrhunderts, als sie ihr Vermögen im Schießpulvergeschäft begründete, eine der reichsten Familien der Vereinigten Staaten. Im späten 19. und frühen 20. Jahrhundert vergrößerte sie ihren Reichtum durch die chemische Industrie und die Automobilindustrie, mit erheblichen Beteiligungen an der DuPont Company, General Motors und verschiedenen anderen Unternehmen.
Mehrere ehemalige Anwesen der Familie du Pont sind heute als Museen, Gärten oder Parks für die Öffentlichkeit zugänglich, darunter Winterthur, Nemours, Eleutherian Mills, Longwood Gardens, Gibraltar, Mt. Das Interesse der Familie am Gartenbau wurde in den Vereinigten Staaten von ihren aus Frankreich eingewanderten Vorfahren geweckt und in späteren Generationen von begeisterten Gärtnern, die in die Familie einheirateten, genährt und gepflegt. Bereits 1924 wurden die du Ponts von Charles Sprague Sargent, dem berühmten Pflanzenkundler und Direktor des Arnold-Arboretum in Harvard, als eine Familie gewürdigt, die die Gegend um Wilmington, Delaware, zu einem der wichtigsten Zentren des Gartenbaus in den Vereinigten Staaten gemacht hat".
Das erste amerikanische Anwesen der Familie, Eleutherian Mills, das sich im Hagley Museum and Library befindet, wurde von Louise E. du Pont Crowninshield erhalten und restauriert. Sie war auch an der Gründung des National Trust for Historic Preservation im Jahr 1949 beteiligt. In den letzten Jahren ist die Familie weiterhin für ihre Verbindung zu politischen und geschäftlichen Unternehmungen sowie für philanthropische Zwecke bekannt.
Zwei Familienmitglieder waren Gegenstand öffentlichkeitswirksamer Strafverfahren. John Eleuthère du Pont wurde 1996 wegen Mordes an dem Wrestling-Trainer Dave Schultz verurteilt, und Robert H. Richards IV wurde 2009 wegen Vergewaltigung seiner dreijährigen Tochter verurteilt. Die Familie wird in dem biografischen Film Foxcatcher aus dem Jahr 2014 dargestellt, in dem Steve Carell den John Eleuthère du Pont und Vanessa Redgrave Jean du Pont, die Frau von William du Pont Jr. spielt.
Im Jahr 2016 wurde das Vermögen der Familie auf 14,3 Milliarden Dollar geschätzt, verteilt auf mehr als 3.500 lebende Verwandte.